# Sistema Buchholz
El sistema Buchholz (también escrito Buchholtz) es un sistema de clasificación o puntuación en torneos de ajedrez desarrollado por Bruno Buchholz (?-1958) en 1932, para torneos realizados por el sistema suizo. Se desarrolló originariamente como un método auxiliar de tanteo, pero más recientemente se ha usado como sistema de desempate. Probablemente se usó por primera vez en el torneo Bitterfeld de 1932. Se diseñó para reemplazar el sistema Neustadtl.
El método consiste en dar a cada jugador una puntuación de un punto por cada victoria y medio por cada empate (tablas). Cuando se usa como medio alternativo de tanteo, las puntuaciones de Buchholz de cada jugador se calculan sumando las puntuaciones de todos sus oponentes, según se menciona más arriba, y multiplicando el total por la puntuación del propio jugador. Si se usa como método de desempate, no es necesaria esta última multiplicación. En tal caso la puntuación es equivalente a la obtenida por el sistema Solkoff.
El sistema se ha criticado, principalmente, porque el método de desempate puede verse influido en gran medida por las puntuaciones de los jugadores en las primeras rondas. Para evitar este problema se usa en ocasiones el sistema Buchholz-Mediana, mediante el cual se eliminan las puntuaciones del mejor y del peor oponentes antes de proceder al cálculo descrito.